# Przedsiębiorstwo usług energetycznych
Przedsiębiorstwo usług energetycznych (ang. Energy Service Company, w skrócie ESCO lub ESCo) - zgodnie z dyrektywą 2006/32/WE z dnia 5 kwietnia 2006 r. w sprawie efektywności końcowego wykorzystania energii i usług energetycznych to przedsiębiorstwo świadczące usługi energetyczne lub dostarczające innych środków poprawy efektywności energetycznej w zakładzie lub w pomieszczeniach użytkownika. 
ESCO mogą znacząco przyczyniać się do poprawy efektywności energetycznej oświetlenia. Przykładowo w 2000 roku oceniano, że w USA ESCO prowadziły około 4960 projektów, z czego 87% z nich koncentrowało się na obszarze oświetlenia.